# Blackhorse Museum Fulda
Das Blackhorse Museum beschäftigt sich mit der fast 50-jährigen Geschichte der US-Amerikaner in Fulda. Der offizielle Name lautet Museum der Amerikanischen Truppen in der Region Fulda.

## Lage
Das Blackhorse Museum befindet sich unmittelbar am Westfriedhof beim Fuldaer Stadtbezirk Galerie in der Ernst-Barlach-Str. 6. Vom Öffentlichen Personennahverkehr ist das Museum über die Bushaltestelle Westfriedhof erschlossen. 
Das ehemalige Sickels Army Airfield befand sich an dieser Stelle. So sind noch heute der Tower und die Flightgebäude vorhanden. Auf dem ehemaligen Flugfeld wurde der Stadtbezirk Galerie errichtet.

## Geschichte
Im Jahr 1994 entstand die Idee, die deutsch-amerikanische Geschichte in Fulda aufzuarbeiten und entsprechende Exponate auszustellen. Im Jahr 1995 wurde das Museum offiziell gegründet.

## Beschreibung
Das ca. 400 m² große Museum präsentiert die Geschichte der Freundschaft und der US-Truppen in der Region Fulda. Dabei wurde die Präsentation der Ausstellung zur besseren Übersichtlichkeit in Themenräume gegliedert, die unter folgenden Kategorien stehen:
- Constabulary und 14th Cavalry
- Army green 11th ACR
- Fulda-GAP – 11th ACR
- Fulda High, Pfadfinder, Motorpool
- 40 Jahre DAFKS KONTAKT Fulda
- USAREUR and 7th Army
- Sickels Army-Airfield – 11th ACR, 14th Cavalry
- ARMY – Dress Blue
- Community – 11th ACR, 14th Cavalry
- in Vorbereitung – US-Army und Reservisten
- in Vorbereitung – 14th Cavalry in Deutschland - 2. Weltkrieg bis 1972

Die Arbeit des Museums hat zum Ziel, die Freundschaft und Geschichte zu erhalten, wobei aber auch Verbindungen vertieft werden sollen. Zu den Themen gehören außerdem, die Aufgaben und das erforderliche Training sowie das tägliche Leben und die Freundschaft darzustellen.
In der Vergangenheit beteiligte sich das Museum auch an der Fuldaer Museumsnacht. Zum Thema „30 Jahre Mauerfall“ bot das Museum verschiedene Veranstaltungen an. Das Museum hat mittlerweile über 2.000 Objekte zusammengetragen, was auf zahlreiche Personen und Helfer zurückzuführen ist. Zudem ist das Museum Mitglied im Hessischen Museumsverband, weswegen es als Museum anerkannt ist.